# 하라촌 (히로시마현 아사군)
하라촌(原村)은 히로시마현 아사군에 설치되었던 촌이다. 현재의 히로시마시 아사미나미구의 일부에 해당한다.